# Wisła Płock (balonmano)
El Wisła Płock, también conocido como Orlen Wisła Płock desde el 2010 por motivos de patrocinio, es un equipo profesional de balonmano polaco, afincado en la ciudad de Płock. Fue fundado en 1964. Juega sus partidos como local en el Orlen Arena, con capacidad para 5.400 personas. Es la sección de balonmano del club polideportivo Wisła Płock.
Es uno de los clubs más laureados de Polonia, al contar con 7 Ligas polacas, el cuarto equipo que más tiene, y 11 copas de Polonia, siendo el segundo equipo que más tiene, solo por detrás del KS Vive Targi Kielce.

## Palmarés
- Liga de Polonia:
  - Campeón (8): 1995, 2002, 2004, 2005, 2006, 2008, 2011, 2024
  - Subcampeón (18): 1992, 1993, 1996, 1997, 1999, 2000, 2001, 2003, 2007, 2009, 2012, 2013, 2014, 2015, 2016, 2017, 2018, 2019
  - Tercero (5): 1990, 1991, 1994, 1998, 2010
- Copas de Polonia:
  - Campeón (13): 1992, 1995, 1996, 1997, 1998, 1999, 2001, 2005, 2007, 2008, 2022, 2023, 2024
  - Finalista (5): 2003, 2004, 2006, 2011, 2017

## Plantilla 2024-25
|  | Porteros - 16 Viktor Gísli Hallgrímsson - 32 Mirko Alilović - 75 Marcel Jastrzębski Extremos izquierdos - 11 Marcel Sroczyk - 26 Przemysław Krajewski - 34 Lovro Mihić Extremos derechos - 03 Michał Daszek - 77 Tim Cokan - 87 Filip Michałowicz Pívots - 17 Abel Serdio - 19 Leon Šušnja - 33 Dawid Dawydzik | Laterales izquierdos - 21 Kiryl Samoila - 27 Peter Šiško - 30 Mirsad Terzić - 49 Zoltán Szita Centrales - 08 Mitja Janc - 23 Miha Zarabec - 24 Gergő Fazekas - 89 Dmitry Zhitnikov Laterales derechos - 06 Luka Stepancic - 07 Tomáš Piroch - 18 Marko Panić |

## Cronología de los nombres
- Wisła Płock (1964–1992)
- Petrochemia Płock (1992–1999)
- Petro Płock (1999–2000)
- Orlen Płock (2000–2002)
- Wisła Płock (2002–2010)
- Orlen Wisła Płock (desde 2010)